# Aquiaulne
Die Aquiaulne (auch Quiaulne genannt) ist ein Fluss in Frankreich, der in der Region Centre-Val de Loire verläuft. Sie entspringt im westlichen Gemeindegebiet von Cernoy-en-Berry, entwässert generell Richtung Nordnordwest durch den östlichen Teil der Landschaft Sologne, die viele Waldgebiete und Fischteiche enthält, und mündet nach rund 31 Kilometern im Gemeindegebiet von Lion-en-Sullias als linker Nebenfluss in einen Seitenarm der Loire. Auf ihrem Weg durchquert die Aquiaulne hauptsächlich das Département Loiret, bildet im Oberlauf auf einer Länge von etwa sechs Kilometern aber auch die Grenze zum benachbarten Département Cher.

## Orte am Fluss
(Reihenfolge in Fließrichtung)
- Crignel, Gemeinde Cernoy-en-Berry
- Bois de Champs, Gemeinde Blancafort
- Le Petit Saint-Gondon, Gemeinde Autry-le-Châtel
- L’Auberge Neuve, Gemeinde Coullons
- Coullons
- Saint-Gondon
- La Ronce, Gemeinde Lion-en-Sullias

## Besonderheiten
Im Unterlauf bildet der Fluss das Naturschutzgebiet Vallée de l’Aquiaulne, registriert unter ZNIEFF/240003883.